# Asinara
Asinara is een onbewoond Italiaans eiland gelegen ten noordwesten van het eiland Sardinië in de Middellandse Zee. Asinara maakt deel uit van de gemeente Porto Torres in de provincie Sassari. Het eiland is 50,9 km² groot en ligt ten noorden van de Punta Falcone op de noordwestelijke punt van Sardinië waarvan het door een smalle zeestraat wordt gescheiden. Asinara is bergachtig met hoge rotsachtige kusten. De begroeiing is spaarzaam als gevolg van de droogte op het eiland. Er zijn daardoor weinig bomen. Er zijn een aantal ongerepte stranden en inhammen, waaronder Cala Arena en Cala Sant'Andrea.
Het eiland en het zeegebied eromheen vormen sinds 1997 het Nationaal park Asinara. Op Asinara komen zeldzame dieren voor, zoals een populatie wilde albino-ezels (Italiaans: asini), die het eiland zijn naam hebben gegeven. De monniksrob komt er niet meer voor. Dankzij het verleden, en met name dankzij de gevangenis die er vrijwel de gehele 20e eeuw was, is het eiland (toeristische) ontwikkeling bespaard gebleven en is het nu het grootste eiland in de Middellandse Zee dat nog in ongerepte staat is.

## Geschiedenis
Er zijn resten van menselijke bewoning die dateren uit de Jonge Steentijd. De Romeinen noemden het eiland Insula Sinuaria vanwege de bochtige kustlijn.
Het eigendom van het eiland werd betwist door Pisa, de Republiek Genua en het Koninkrijk Aragón. In 1718 kwam het eiland in het bezit van het Huis Savoye als deel van het Koninkrijk Sardinië.
Met de tijd kwamen op het eiland herders uit Sardinië en vissers uit Ligurië afkomstig uit Camogli, die er tot het einde van de 19e eeuw zouden blijven wonen. In 1842 werd het eiland deel van de toen ontstane gemeente Porto Torres. Per koninklijk decreet nr. 3183 in 1885 van koning Umberto I werden de 500 inwoners van het eiland gedwongen het eiland te verlaten en werd Asinara omgevormd tot een strafkolonie en een quarantainegebied. Het eiland werd toen verboden gebied.
De geëvacueerde gezinnen gingen naar de hun aangewezen gebieden: de herders gingen naar de Nurra, in Porto Torres. De inwoners van Cala d'Oliva, 45 vissersgezinnen van Ligurische komaf, verkozen om naar het gebied te mogen gaan dat nu Stintino heet, aan de overkant van Asinara op Sardinië.
Tijdens de Eerste Wereldoorlog verbleven er ongeveer 25.000 Oostenrijks-Hongaarse krijgsgevangenen. Velen van hen (circa 6.000) stierven aan ziekten en uitputting. Hun resten zijn ondergebracht in een grafmonument uit 1936 dat een gemeenschappelijk graf verving waarin hun lichamen aanvankelijk waren begraven en gedesinfecteerd. De keizerlijke familie en edelen van Ethiopië werden er gevangen gehouden gedurende de Italiaanse bezetting van Ethiopië tussen 1936 en 1941. De afsluiting en bewaking van Asinara werden aangescherpt in de jaren zestig, toen er een extra beveiligde gevangenis werd gevestigd waar beruchte criminelen uit de maffia gevangen werden gehouden, zoals Raffaele Cutolo en Salvatore Riina. Door de gevangenen werd het eiland "Isola del Diavolo" ('Duivelseiland") genoemd. De regering van premier Arnaldo Forlani startte in 1980 met de sluiting, onder druk van de Rode Brigades die magistraat D'Urso hadden ontvoerd.
Asinara is sinds de instelling van het nationale park in 1997 weer open voor het publiek, nadat het gedurende 112 jaar (van 1885 tot 1997) afgesloten is geweest.

## Cala d'Oliva
Cala d'Oliva was in de 20e eeuw de belangrijkste nederzetting op het eiland, bewoond door de gezinnen van de bewakers van de gevangenis.
Halverwege de jaren 80 van de 20e eeuw verbleven de rechters Giovanni Falcone en Paolo Borsellino er wegens veiligheidsredenen, in een gebouw dat speciaal voor hen was gebouwd.

## Important Bird Area
Het eiland is aangewezen als Important Bird Area door BirdLife International vanwege het belang voor significante populaties van de Audouins meeuw, dwergstern en de slechtvalk.